# Кальтенкірхен
Кальтенкірхен (нім. Kaltenkirchen) — місто в Німеччині, розташоване в землі Шлезвіг-Гольштейн. Входить до складу району Зегеберг.
Площа — 23,1 км2. Населення становить 22 877 ос. (станом на 31 грудня 2020).